# Disuguaglianze di Boole e di Bonferroni
In teoria della probabilità, la disuguaglianza di Boole, nota anche come limite per l'unione, afferma che per ogni collezione finita o numerabile di eventi, la probabilità che accada almeno uno degli eventi è minore o uguale alla somma delle probabilità dei singoli eventi. Questa disuguaglianza viene generalizzata da due disuguaglianze di Bonferroni.

## Disuguaglianza di Boole
Consideriamo un insieme finito o numerabile di eventi A1, A2, A3, ... . Per esso vale la disuguaglianza
{\displaystyle P\left(\bigcup _{i}A_{i}\right)\leq \sum _{i}P\left(A_{i}\right)}

## Disuguaglianze di Bonferroni
Nel caso di collezioni finite di eventi, la precedente disuguaglianza può venire generalizzata nelle cosiddette disuguaglianze di Bonferroni le quali forniscono estremi superiori e inferiori alla probabilità per l'unione di tali eventi.
Introduciamo le seguenti quantità:
{\displaystyle S_{1}:=\sum _{i=1}^{n}P(A_{i})~,}
{\displaystyle S_{2}:=\sum _{i<j}P(A_{i}\cap A_{j})~,}
e per 2 < k ≤ n,
{\displaystyle S_{k}:=\sum P(A_{i_{1}}\cap \cdots \cap A_{i_{k}})~,}
dove si intende che la somma sia da effettuare sopra tutte le k-uple di interi {\displaystyle i_{1},i_{2},\cdots ,i_{k}} soddisfacenti {\displaystyle i_{1}<i_{2}<\cdots <i_{k}}.
Per gli interi dispari k ≥ 1 si dimostra che 
{\displaystyle P\left(\bigcup _{i=1}^{n}A_{i}\right)\leq \sum _{j=1}^{k}(-1)^{j+1}S_{j}~,}
mentre per gli interi pari k ≥ 2
{\displaystyle P\left(\bigcup _{i=1}^{n}A_{i}\right)\geq \sum _{j=1}^{k}(-1)^{j+1}S_{j}~.}
La disuguaglianza di Boole si ottiene come caso particolare relativo a k = 1.